# Індійська діаспора
Індійська діаспора — населення індійського походження за межами Індії. За звітом Програми розвитку ООН, індійська діаспора друга найбільша діаспора в світі після китайської і налічує понад 25 млн осіб.
Починаючи з 2003 року 9 січня в Індії святкують Правасі Бгаратія Дівас (день індійської діаспори), щоб відзначити внесок діаспори в розвиток Індії. День приурочений поверненню Махатми Ганді до Індії з ПАР у 1915 році.

## Історія
Найбільш значною історичної міграцією з Індії є цигани. Лінгвістичні та генетичні дослідження доводять їх початкове походження з індійського субконтиненту. Вважають, що батьківщиною циган є центральна Індія, можливо — територія сучасного штату Раджастхан. Поступово просуваючись у західному і північно-західному напрямку, цигани досягли Європи і активно розселилися на її території.
Іншим великим історичним напрямком міграції індійців була Південно-Східна Азія.
Індійська діаспора торговців у Персії та Середній Азії з'явилася в середині XVI століття і залишалася активною протягом більш ніж 4-х століть. У 1610-х роках індійські торговці вперше осіли на території Московського царства, в гирлі Волги.
Впродовж XIX століття і до кінця Британської Індії, індійців активно вивозили як робочу силу до інших колоній Великої Британії, в особливо значній кількості: до Гаяни, Східної Африки, на Карибські острови, Маврикій і Фіджі. Мала місце також і вільна еміграція кваліфікованих робітників та спеціалістів, хоча і в невеликих кількостях.
Після нафтового буму в країнах Перської затоки в 1970-х потік іммігрантів з Індії потягнувся сюди. В останні десятиліття багатьох індійців приваблюють також розвинені країни Заходу.

## Східна Африка

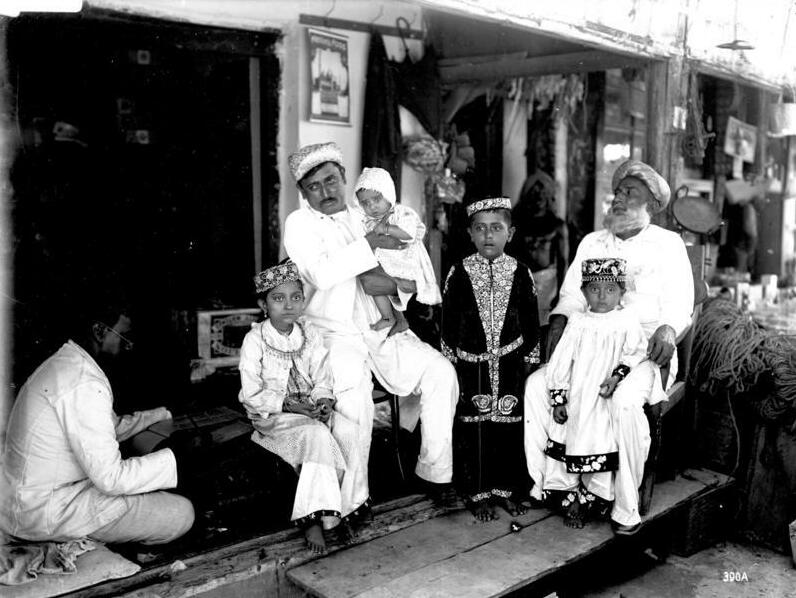
Сім'я індійського торговця в Німецькій східній Африці, близько 1906/18 років

Ще до великої хвилі міграції за часів британського панування, багато індійців регулярно подорожували в районі східного узбережжя Африки, головним чином Занзібару. Частина цих людей оселилися в даному районі, а пізніше змішалися з іншими вихідцями з Південної Азії, які прибули сюди в більшій кількості.
Основна міграція індійців на територію сучасних Кенії, Танзанії та Уганди розпочалася лише близько століття тому. Більша частина з них гуджаратського і пенджабського походження. На 1960 їх чисельність сягала півмільйона. Індійці відігравали важливу роль у бізнесі цих країн та їх розвитку загалом. Однак, коли ці країни стали незалежними, то значна частина індійського населення вирішила виїхати до Великої Британії, Індії, США, Канади та інших країн.
В Уганді також відбулось вигнання азійського населення з країни, яке вчинив 1972 року диктатор Іді Амін. Він дав азійському населенню Уганди, на той період — близько 75 тис. осіб, 90 днів, щоб покинути країну. Близько 27 тис. угандійських індійців переїхали тоді до Великої Британії, 6100 осіб — до Канади, решта — до США та інших країн. Після повалення диктатора деякі етнічні індійці повернулися до Уганди, однак втратили за роки відсутності статус у бізнесі.
Станом на 2015 рік у Танзанії проживає 90 тис. індійців, у Мозамбіку — 41 тис., у Кенії — 39 тис., у Замбії — 13 тис., в Уганді — 12 тис.

## Острови Індійського океану і Південна Африка

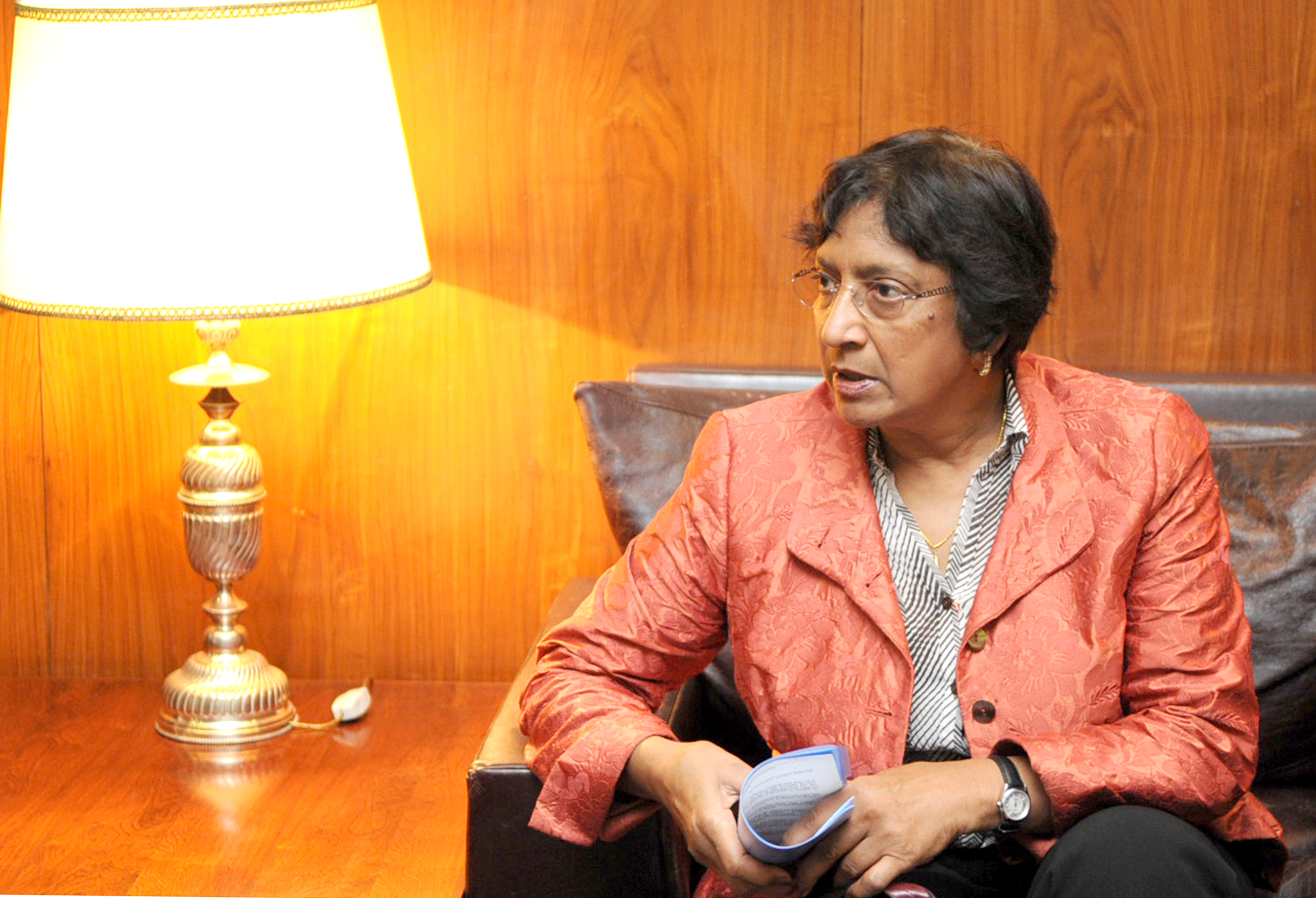
Navanethem Pillay, комісар ООН з прав людини, громадянка ПАР тамільського походження

На Маврикії індійське населення становить етнічну більшість — 855 тис., 68% населення острова за даними на 2007 рік. Більшість маврикійських індійців — біхарці, хоча є і вихідці з інших частин субконтиненту. 77% індійців Маврикію — індуїсти, 22% — християни. Індійське населення також становить чверть населення Реюньйона — 250 тис. осіб. Більша частина реюньйонських індійців — прибулі з Південної Індії таміли і телугу. Друга за чисельністю група — населення з Північної Індії, які спілкуються мовами хінді, бходжпурі та гуджараті. На Мадагаскарі за різними джерелами проживає від 15 до 30 тис. індійців, головним чином гуджаратського походження.
 
Значна індійська діаспора в Південній Африці сформувалася також за часів британської колонії: XIX — початок XX століття і налічує більш як 1 мільйон осіб. Більша частина азійського населення країни зосереджена в Дурбані, тут же проживає і найбільша індійська діаспора Африки. Махатма Ганді, майбутній керівник руху за незалежність Індії, працював у Південній Африці від 1893 до 1914 року.
Як і все небіле населення ПАР, індійці зазнавали утисків під час політики апартеїду. Більшу їх частину насильно помістили в індійські населені пункти, переміщення по країні було неможливе або дуже обмежене. Лише 1961 року індійців офіційно визнали частиною населення Південної Африки.

## Південно-Східна Азія

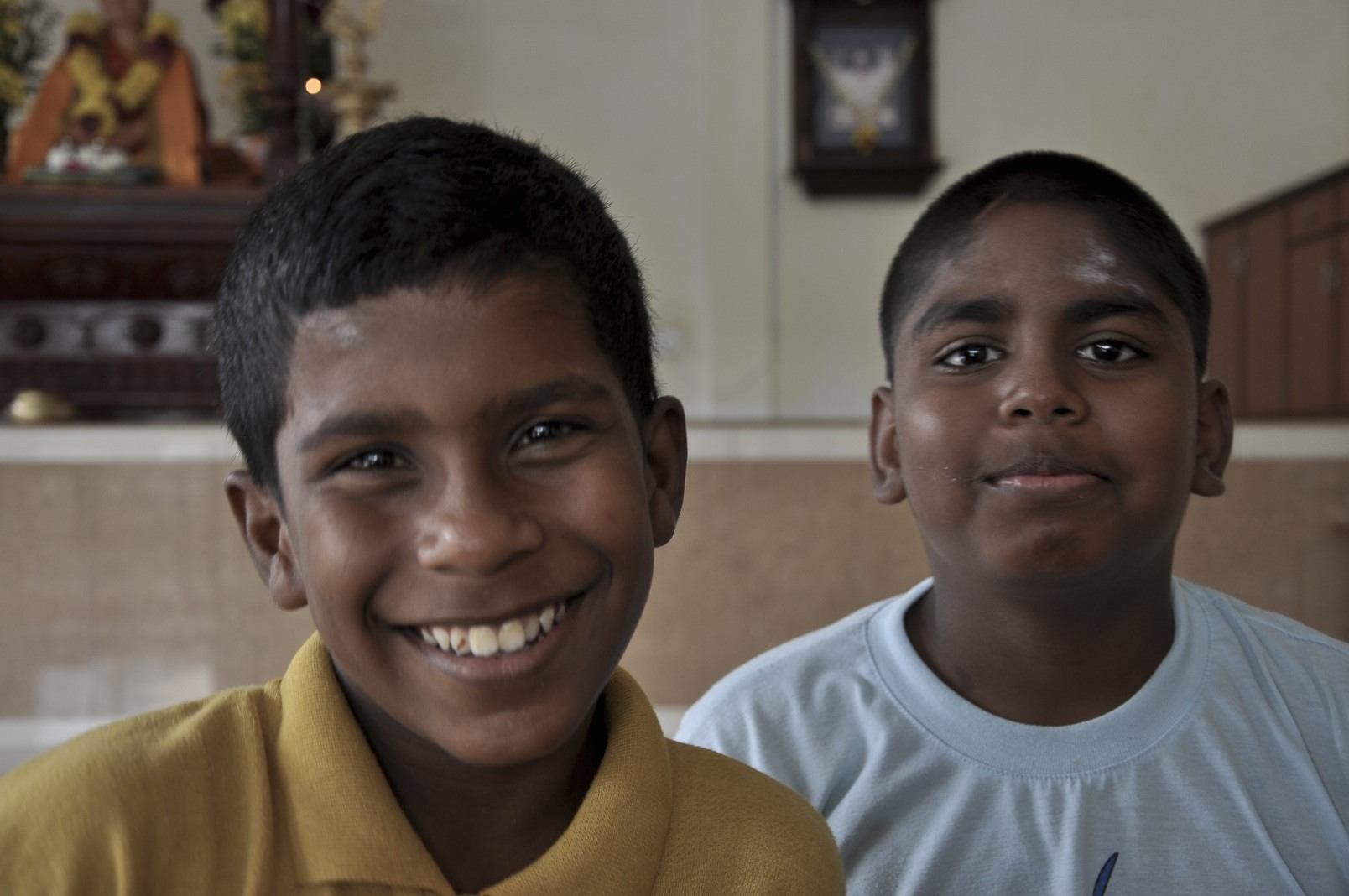
Малайські діти тамільського походження

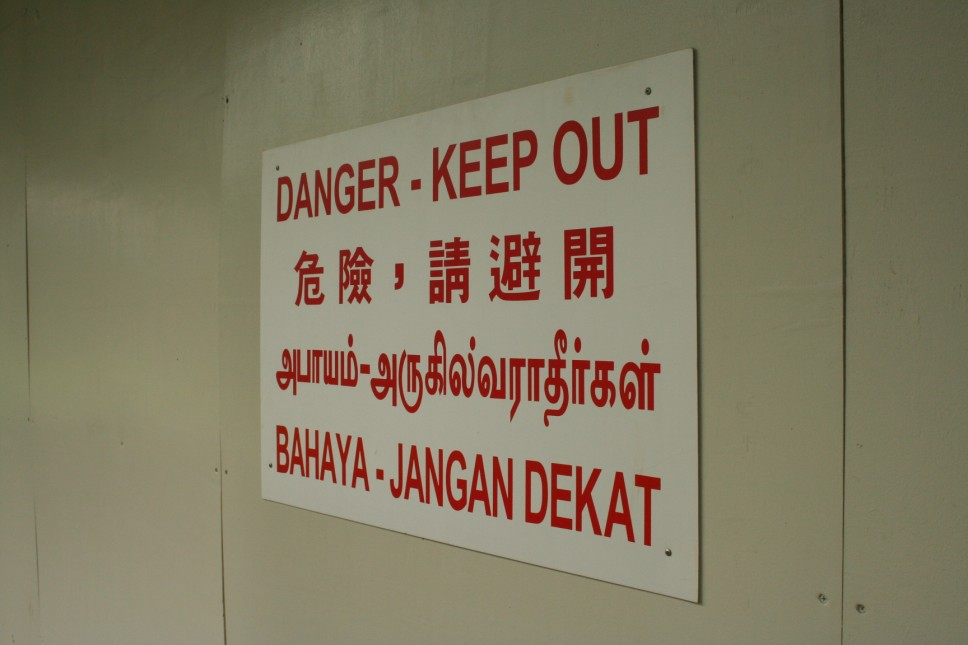
Напис всіма 4 офіційними мовами Сінгапуру, включаючи тамільську

Про присутність індійців у Південно-Східній Азії відомо від доісторичних часів і вона пов'язана зі створенням на її території індіанізованих королівств. Індійські торговці і місіонери принесли сюди буддизм та індуїзм, а також свою культуру, яка справила значний вплив на культуру місцевих народів. Попри це, більша частина діаспори в країнах південно-східної Азії, як і в інших частинах світу, сформувалася за часів британського панування. У Малайзії проживає близько 1800000 осіб індійського походження, що становить близько 7% населення країни. Більша частина їх — таміли й інші народи Південної Індії. Близько 38 тис. індійців проживає на Філіппінах. Тут, на відміну від сусідніх мусульманських Малайзії та Індонезії, набагато поширеніші міжетнічні шлюби за участю індійського населення.

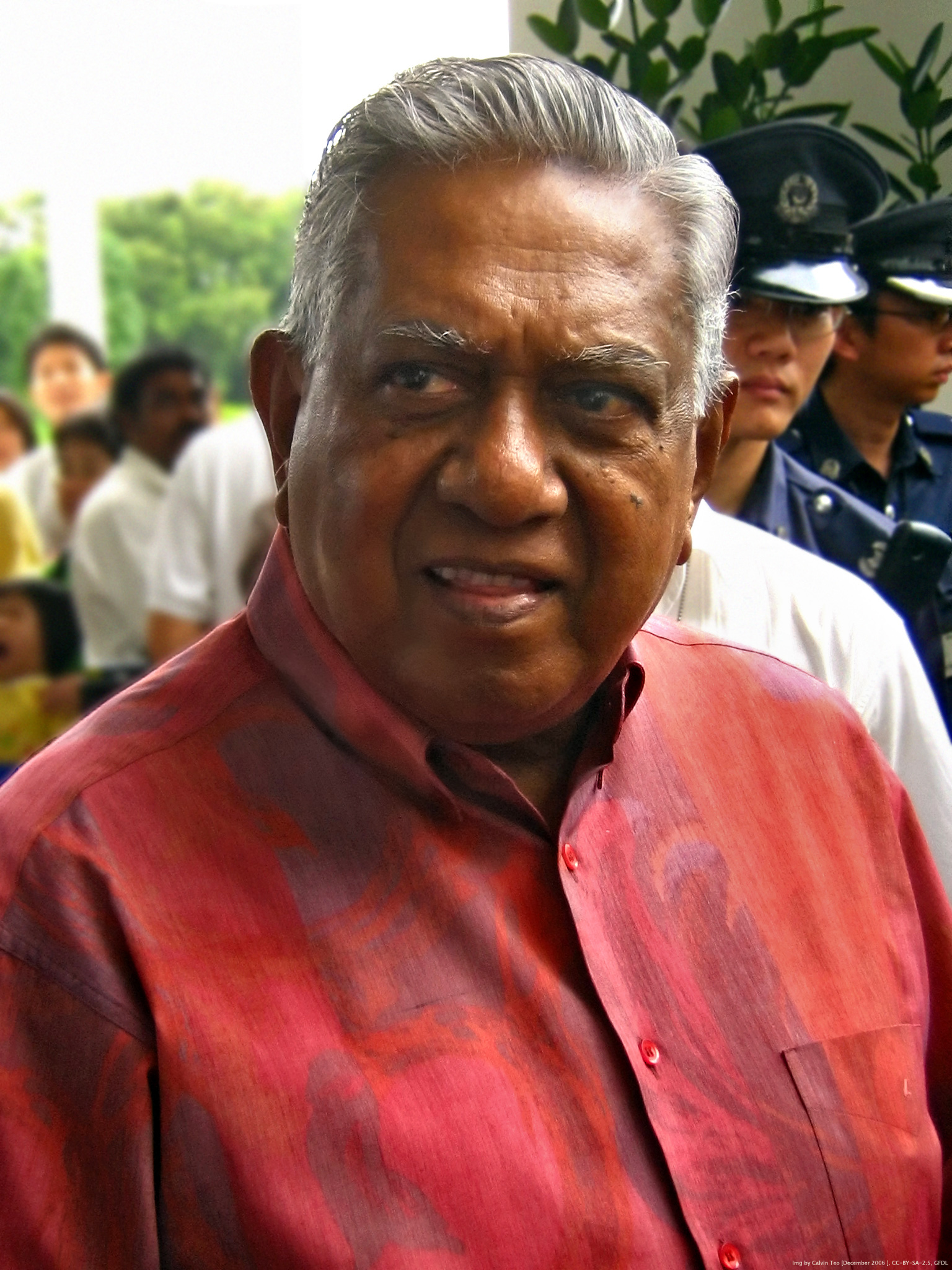
Селлапан Раманатан, президент Сінгапуру

Індійці Сінгапуру, як і індійці Малайзії, здебільшого тамільської походження і утворюють 9% населення країни. Тим не менш, тамільська мова в Сінгапурі має офіційний статус, нарівні з китайською, малайською та англійською. Сінгапур — одна з трьох країн у світі, де тамільська має офіційний статус, інші — Індія і Шрі Ланка. Разом з тим, лише 3,1% населення країни спілкуються вдома тамільською. Серед індійського населення країни це число сягає 38,8%, що все-таки менше ніч частка тамілів. Це можна пояснити тим, що нині для багатьох сінгапурців першою мовою стає англійська.

## Захід

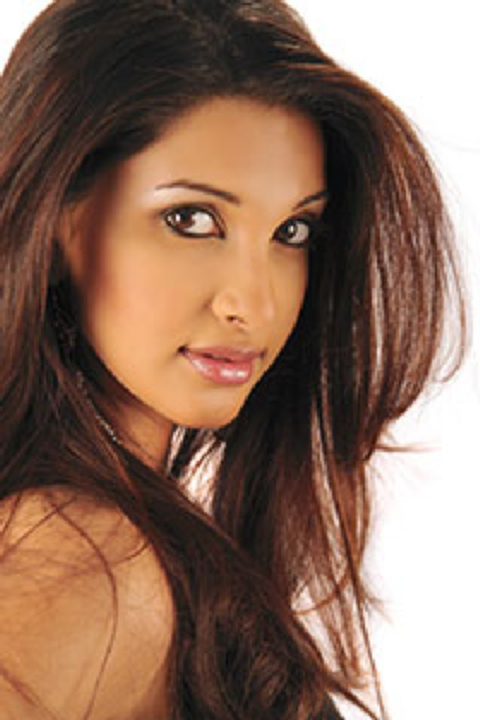
Fareisa Joemmanbaks, суринамська модель і акторка

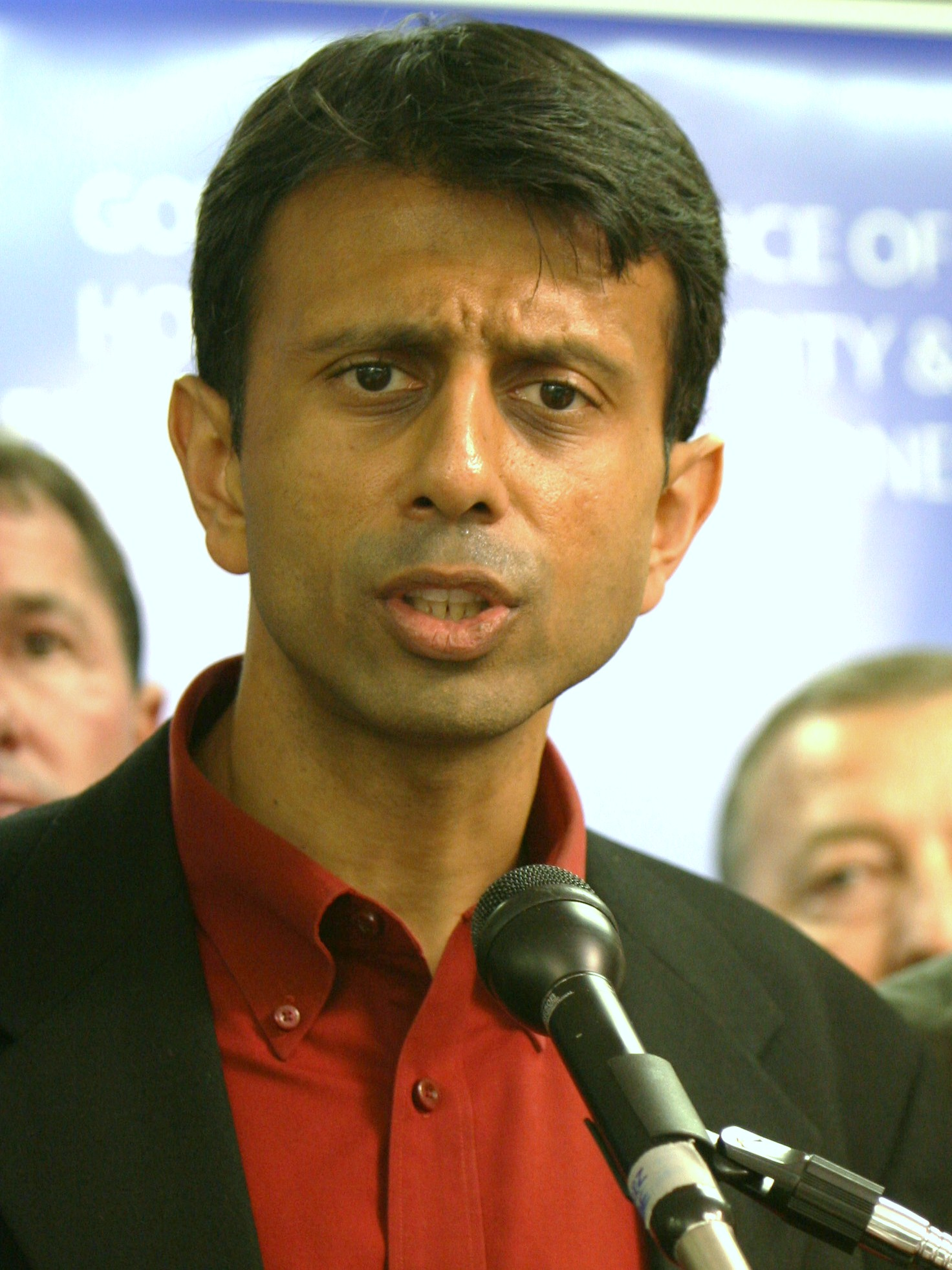
Боббі Джіндал, губернатор штату Луїзіана

Від 1838 до 1917 року близько півмільйона індійців були вивезені з Британської Індії на Карибські острови як робоча сила. Загальна їх чисельність на сьогодні сягає 2 мільйонів, головним чином — вихідці з північної частини Індії. Попит на робочу силу виник після скасування рабства в 1830 році й через неможливість залучити працівників з Європи. Проблему було вирішено залученням дешевої робочої сили з Азії (Індії та Китаю). Роботі за контрактом у Новому Світі сприяв і уряд Індії. Однак більшість індійців, що підписали подібний контракт, зробили це сподіваючись повернутися до Індії з плодами своєї праці, а не з наміром мігрувати. Повернення було утруднене багатьма причинами.
Від 1845 до 1917 року на Ямайку вивезено понад 36 тис. працівників за контрактом, дві третини з них залишилися на острові. Сьогодні більшість ямайських індійців вважають рідною мовою англійську, багато з них також прийняли християнство або зовсім втратили зв'язок із рідною культурою.
Індійці — найбільша етнічна група в Гаяні (43,45% від усього населення), Суринамі та Тринідаді і Тобаго (40,3%). Згодом, багато карибських індійців мігрували до США, Канади, Нідерландів і країн Латинської Америки.
У США індійці становлять третю за чисельністю групу серед азійського населення країни, після китайців і філіппінців. Індійці — найбільш швидкозростаюча діаспора країни з рівнем приросту — 53%.
Найбільша індійська діаспора Європи проживає у Великій Британії. Чисельність індійського населення в континентальній Європі порівняно мала. Наприклад, у Франції за даними на 2000 рік проживало лише 65000 індійців, велика частина з яких прибула із заморських департаментів і колишніх колоній країни зі значним індійським населенням.
На той же 2000 рік у Німеччині проживало близько 40000 громадян країни індійського походження і майже таке ж число індійських громадян. Багато німецьких індійців прибули до країни в 1950-60-х роках щоб здобувати освіту, проте не повернулися на батьківщину. Сьогоднішніх мігрантів до країн Європи та Північної Америки привертає головним чином попит на ІТ-спеціалістів на ринку ПЗ. Для індійське населення цих країн також характерний високий рівень освіти як порівняти з іншими етнічними групами.

## Близький Схід
Індія традиційно мала тісні торговельні зв'язки з країнами Близького Сходу. Від XV століття індійські торговці займають важливу позицію в Маскаті, головним чином це вихідці з Кача і Сінда, багато з яких влаштувалися в Омані. Оманські індійці утворюють діаспору 450 тис. осіб, що становить 14% від усього населення країни.
Економічні можливості країн затоки після нафтового буму також привабили велику кількість індійців. Наприклад, в ОАЕ вихідці з Індії налічують 1,5 — 2 млн осіб, або 30 — 40% від усього населення країни (при цьому корінні араби ОАЕ становлять лише 20%). Разом з тим, на 1999 рік чисельність індійців сягала лише 750 тис. осіб, а на 1975–170 тис. Приблизно половина населення ОАЕ спілкується або розуміє мову хінді/урду, це також можна пояснити присутністю тут значною пакистанської громади. Практично все індійське населення зосереджене в трьох містах: Абу-Дабі, Дубай і Шарджа. Існує також нелегальна імміграція індійців до ОАЕ.

## Австралія та Океанія

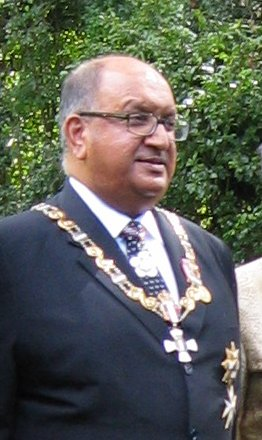
Сатьянанд Ананд, генерал-губернатор Нової Зеландії індо-фіджійського походження

Перші індійські поселенці прибули до Нової Зеландії наприкінці XIX століття. Головним чином вони походили з регіонів Пенджаб і Гуджарату й були здебільшого вуличними торговцями, розношувальниками та прислугою. 1920 року уряд країни серйозно обмежив імміграцію. Тоді в країні проживали близько 2 тисяч осіб індійського походження. У наступних роках також існувала дискримінація індійців і поширення забобонів проти азійського населення країни.
Аж до 1980-х років понад 90% новозеландських індійців простежували своє коріння з Гуджарату, більша їх частина була індуїстами. Друга за чисельністю група (близько 6%) була пенджабського походження і сповідувала головним чином сикхізм. У наступних роках помітну частку стали також становити фіджі-індійці. За даними на 1981 рік, близько 46% індійців цього регіону народилися в Новій Зеландії, 31% — в Індії, 13% — на Фіджі і 10% — в інших країнах.
До 2001 року частка індійців, що народилися в Новій Зеландії, різко скоротилася до 28,6%, разом з тим частка народжених на Фіджі збільшилася до 31,3%.
За підсумками перепису 2006 року, понад 97 тис. новозеландців ідентифікували себе як «індієць», крім того близько 5,6 тис. осіб як «фіджі-індієць». За підсумками того ж перепису, 43344 особи народилися в Індії.
В Австралії індійці почали селитися від 1860-х років, головним чином пенджабського походження. На сьогодні це діаспора, яка в країні зростає найшвидше, вона становить понад 400 тис. осіб.
Фіджійських індійців доставили на острови коли Фіджі були колонією, для роботи на плантаціях цукрової тростини. Нині їх чисельність сягає 314 тис., що становить 37,6% від усього населення країни. Попри серйозні зміни в мові (фіджійська гінді), загалом вони зберегли свою самобутню культуру. У 1980-х роках, під час низки державних переворотів, багато індійців вирішили покинути країну.